# アカマイ・テクノロジーズ
アカマイ・テクノロジーズ（英: Akamai Technologies, Inc., NASDAQ: AKAM）は、コンテンツデリバリネットワーク（CDN）事業、クラウドセキュリティー事業を提供する、アメリカ合衆国の企業。数学理論（グラフ理論等）を取り入れたシステムを武器としている。
日本法人のアカマイ・テクノロジーズ合同会社についても記述する。

## 概要
アカマイ社は、MITの応用数学教授トム・レイトンらが中心になって1998年に設立された。世界最大手のコンテンツデリバリネットワーク（CDN）事業者であり、世界130カ国以上に分散するサーバ群によって、地球規模の負荷分散サービスとクラウドセキュリティーサービスを事業者に提供している。会社名は「賢い」を意味するハワイ語に由来する。本社はマサチューセッツ州ケンブリッジ、マサチューセッツ工科大学（MIT）の目の前に存在する。報告書「インターネットの現状」を四半期ごとに発表しており、各国の通信状況などについて統計を取っている。
世界随一とも言われる高速ネットワークを有しており、「誰も知らないインターネット上最大の会社」と呼ばれている。

## 技術
アカマイ社では、毎日10億件を超えるヒットに対して配信を実施しており、インターネット通信量の15〜30%を取り仕切っているとされている。要求の処理を行うサーバは世界130か国以上に設置されており、24万台以上となっている。各サーバ間は高速ネットワークで接続されている。
また、アカマイ社はいくつかの独自システムを有している。一例として、DNSサーバがユーザーのIPアドレスからユーザーの位置を推測し、ユーザーに近い位置にある配信サーバを割り当てるようにすることによって、コンテンツを高速に配信するダイナミック・サイト・デリバリーがある。
これらの技術によって、アカマイ社は国内外でコンテンツデリバリネットワーク（CDN）最大手企業としての地位を不動のものとしている。

## 顧客
アカマイ社は、世界中の様々な業界の企業を顧客として抱えている。例として、アメリカ国防総省やYahoo!、LINE、Apple、IBM、Amazon.com、メジャーリーグベースボール (MLB)、日本国内では官公庁、全日本空輸 (ANA)、読売新聞グループ、日本放送協会 (NHK)、ユニクロが挙げられる。Wiiおよびプレイステーション3におけるコンテンツ配信のインフラとしても採用されている。
東日本大震災の際には、ニコニコ生放送の『NHK総合 (1ch)【東北地方太平洋沖地震・特別対応】』（2011年3月11日）や『フジテレビ (8ch)【東北地方太平洋沖地震・特別対応】（第二夜）』（2011年3月12日）の配信において、回線の強化を行った。

## 日本法人
日本法人のアカマイ・テクノロジーズ合同会社（英: Akamai Technologies GK）は東京都に所在する。日本オンラインゲーム協会に準会員として参加している。

## 障害
2004年6月、Yahoo!やGoogleなど、アカマイの顧客のサイトが分散型サービス妨害攻撃（DDoS攻撃）を受けて、サイトが繋がりにくくなるアクセス障害が起こった。
2021年7月、アカマイの顧客サイトが一時繋がりにくくなる障害が発生し、約1時間後に復旧した。原因はソフトウェアの設定変更によるシステム障害だった。

## 関連文献
- 『アカマイ - 知られざるインターネットの巨人』KADOKAWA、2014年。ISBN 4040800176。